# Nela Lisková
Nela Lisková (* 9. srpna 1975) je česká podnikatelka, šiřitelka dezinformací a politička. V letech 2016–2017 vystupovala jako údajná honorární konzulka Doněcké lidové republiky v Česku.

## Politické působení
Nela Lisková byla členkou ČSSD a v roce 2014 se zúčastnila voleb do zastupitelstev obcí, kdy kandidovala v Ostravě za stranu LEV 21.
V roce 2015 přislíbila podle českého bojovníka na straně doněckých separatistů Pavla Botky od vedení SPD pomoc právě proruským separatistům na východě Ukrajiny. Vedení SPD se následně od Liskové distancovalo s vysvětlením, že jde o její osobní aktivitu a že její názory nejsou stanoviskem hnutí.
V roce 2018 se stala ředitelkou Institutu Aleny Vitáskové a v témže roce se její činností na sociálních sítích zabýval server Manipulátoři.cz.
Kvůli jejímu působení v Radě Národní domobrany byla zmíněna ve zprávě o extremismu na území České republiky v roce 2016 v kapitole Paramilitární a domobranecké skupiny.
V roce 2025 spoluzaložila Politické hnutí NEZLOMNÍ a stala se jeho první předsedkyní.

## Zastupitelské centrum Doněcké lidové republiky
Zastupitelské centrum Doněcké lidové republiky byl spolek, který Nela Lisková založila v roce 2016. Spolek byl zapsán do obchodního rejstříku a jako předmět činnosti měl uvedenu spolupráci s takzvanou Doněckou lidovou republikou, samozvaným separatistickým "státem" pod kontrolou Ruska, který byl nelegálně vyhlášen na území Ukrajiny. Rozpor se zákonem tehdy nebyl shledán. Jen dva dny po založení si změnil stanovy a označil se za Zastupitelské centrum Doněcké lidové republiky a předsedkyně spolku se označovala jako honorární konzul. Smyslem spolku bylo podle Nely Liskové prohlubovat vzájemné ekonomické vztahy, sbližovat představitele samospráv obou zemí či zprostředkovat pomoc obyvatelům takzvané Doněcké lidové republiky. Nela Lisková také takzvanou Doněckou lidovou republiku pravidelně navštěvovala.
Zastupitelským centrem se začal v září 2016 zabývat na základě podnětu ministra zahraničí Lubomíra Zaorálka Krajský soud v Ostravě. Ministerstvo zahraničí od začátku požadovalo zrušení spolku, protože Česká republika existenci Doněcké lidové republiky neuznávala, a proto v Česku nebylo možné ani její diplomatické zastoupení. Krajský soud nejprve vyzval ke změně názvu spolku, a když se tak nestalo, byl spolek v roce 2017 zrušen. Zrušení následně potvrdil v dubnu 2018 olomoucký vrchní soud.

## Národní domobrana
Spolu s vojenským lékařem Markem Obrtelem a etnologem Františkem Krejčou byla členka vedení zapsaného spolku Národní domobrana. Spolkem se v roce 2017 zabývalo Ministerstvo vnitra ve svém dokumentu Extremismus Souhrnná situační zpráva 1. čtvrtletí roku 2016 a 2. čtvrtletí roku 2017.  V únoru 2020 zrušila své členství.

## Spor s Pavlem Bělobrádkem
V roce 2016 sdílela Lisková emailem a na sociálních sítích smyšlený výrok předsedy KDU-ČSL Pavla Bělobrádka, který tvrdil, že „Bělobrádek nás ženy vyzývá, abychom se uvolily v rámci zvýšení populace ke styku s imigranty, což považuji za nehoráznou prasárnu a pohrdání námi, českými ženami.“. Po opakovaném sdílení téhož příspěvku přistoupil Bělobrádek k vydání tiskové zprávy, kde se vůči výrokům ohradil.

## Podmíněný trest ve sporu s Olgou Richterovou
V roce 2019 sdílela Lisková na sociální síti smyšlený výrok místopředsedkyně České pirátské strany Olgy Richterové, který tvrdil, že Richterová a Piráti chtějí dávat migrantům startovací byty, zatímco Češi si mají brát hypotéky. Po opakovaném sdílení téhož příspěvku přistoupila Richterová k podání žaloby, při výslechu v březnu 2021 pak uvedla, že kvůli sdílenému příspěvku čelila nadávkám, ale i výhrůžkám, a to dokonce i výhrůžkám zabití. Richterová žádá odškodnění za nemajetkovou újmu a omluvu. Lisková označila kauzu za zpolitizovanou a Olgu Richterovou za hysterku, která si hraje na oběť. Také označila Českou pirátskou stranu za zločineckou neofašistickou organizaci, která podporuje terorismus. Při výslechu uvedla, že nemá povinnost ověřovat si pravdivost sdílených příspěvků. Obvodní soud pro Prahu 1 dne 6. dubna 2022 vynesl ve věci nepravomocný rozsudek. Podle rozsudku měla Lisková političce zaslat vlastnoručně podepsanou omluvu a na svém facebookovém profilu má po dobu 30 dnů ponechat zveřejněný příspěvek, ve kterém se omluví za to, že o Richterové neuváděla pravdu a neoprávněně ji dehonestovala. Dále se měla zdržet dalších podobných útoků na žalobkyni. Krom toho musela Lisková odstranit ze svého facebookového profilu příspěvky týkající se Richterové, které byly v rozsudku konkrétně vyjmenované. Za „zvlášť závažný zásah“ do osobnostních práv žalobkyně soud nařídil Liskové, aby zaplatila Richterové částku 50 tisíc a náklady soudního řízení. Richterová plánovala věnovat získané prostředky na dobročinné účely.
Odvolací pražský městský soud dne 12. ledna 2023 značnou část rozsudku Obvodního soudu pro Prahu 1 potvrdil. Zrušil ale například část rozhodnutí, podle kterého měla Lisková Richterové zaslat podepsanou omluvu. Podle soudu by to bylo nadbytečné ve chvíli, kdy musela omluvu zveřejnit. Řízení zastavil v části, která se týkala odstranění některých příspěvků a kterou vzal právník Richterové zpět. Příspěvky totiž již nebyly veřejně dostupné.  Poslankyně Olga Richterová zveřejnila, že soudem přiznanou satisfakci 50 000 Kč hodlala věnovat neziskovým organizacím bojujícím s dezinformacemi.
V dubnu 2024 ji Okresní soud v Ostravě odsoudil k podmíněnému trestu odnětí svobody v délce osmi měsíců se zkušební dobou dva roky za nenávistné a manipulativní příspěvky, které dle verdiktu soudu sdílela na sociální síti X. Kromě nenávistných příspěvků vůči Richterové v nich například vyzývala k deukrajinizaci a denacifikaci České republiky. Soud jí zároveň nařídil profil na sociální síti pozastavit a následně smazat. Lisková soud označila za politický proces.